# Chrissoveloni-Bank
Die Chrissoveloni-Bank in Bukarest ist ein historisches Gebäude im Stadtteil Lipscani.

## Geschichte
Der Gründer dieses Bank- und Industrieimperiums war der Grieche Zannis M. Chrissoveloni (* 1805 auf Chios; † 1880 in Bukarest). Er gründete sein Unternehmen 1830 in Konstantinopel. Später, im Jahr 1848, zog er in die rumänischen Fürstentümer, wo er in Galați eine Bank und eine Exportfirma gründete. Nach und nach entwickelte sich sein Geschäft, und er eröffnete mehrere Filialen in Brăila und Bukarest. Im Jahr 1881 fusionierte seine Bank und wurde 1889 zur Chrissoveloni-Bank in Bukarest. Nikolaos Z. Chrissoveloni (1838–1913) übernahm die Bank seines Vaters, nachdem dieser 1926 verstorben war. Unter seiner Leitung erlangte die Bank ihren Ruf und ihre führende Position im rumänischen Bankensystem zurück und erreichte laut Jahresbericht für 1947 einen Gewinn von 2 Milliarden Lei. Dies hinderte die Kommunisten jedoch nicht daran, die Bank zu verstaatlichen und 1948 der Rumänischen Nationalbank einzuverleiben. Ihre Aktivitäten wurden in den Suțu-Palast verlegt. Chrissoveloni wurde verhaftet und nach 1960 verließen er und seine Familie das Land in Richtung Griechenland.

## Gebäude
Das Gebäude der ehemaligen Chrissoveloni-Bank in der Lipscani-Straße 16, wurde 1923–1929 nach den Plänen des Architekten George Matei Cantacuzino errichtet. Ein zweites Gebäude wurde in der Stavropoleos-Straße 7 nach den Plänen des Architekten August Schmiedigen errichtet. Das Gebäude wurde also mit zwei Eingängen konzipiert, wobei der Eingang an der Lipscani-Straße für die Kunden der Bank und der an der Stravopoleos-Straße für die Angestellten bestimmt war. In dem Bankgebäude befanden sich Tresorräume im Untergeschoss auf zwei Ebenen, die Büros der Öffentlichkeitsarbeit und der Angestellten im Erdgeschoss, die Büros der unteren Führungskräfte im ersten Stock und das Büro von Chrissoveloni sowie weitere Besprechungsräume im zweiten Stock. In den oberen Stockwerken des Gebäudes befanden sich eine Kantine mit Küche, Speisekammer und Speisesaal, eine Sporthalle mit Umkleideräumen und ein Friseursalon.
Unmittelbar nach der Fertigstellung des Baus wurde 1929 in Paris ein Album mit 64 Tafeln veröffentlicht, das den Titel „Palais de la Banque Chrissoveloni, Bukarest, G.M. Cantacuzene“ trug.
Nach 1990 wurde der Palast zur Bukarester Niederlassung der NBR und unter der Leitung von Gabriel Tureanu, Constantin Rulea, Aurel Ioncică und Eliodor Popa restauriert.